# Berrias-et-Casteljau
Berrias-et-Casteljau település Franciaországban, Ardèche megyében. Lakosainak száma 779 fő (2022. január 1.). Berrias-et-Casteljau Les Assions, Banne, Beaulieu, Chandolas, Saint-André-de-Cruzières és Les Vans községekkel határos.

## Népesség
A település népességének változása:
| Lakosok száma | 403  | 536  | 541  | 599  | 716  | 738  | 762  | 761  | 755  | 779  |
|               | 1968 | 1982 | 1990 | 2006 | 2013 | 2015 | 2017 | 2019 | 2020 | 2022 |